# آنتونی گاردنر
آنتونی گاردنر (به انگلیسی: Anthony Gardner) بازیکن فوتبال زادهٔ ۱۹ سپتامبر ۱۹۸۰ اهل کشور انگلستان است که سابقهٔ بازی در تیم ملی فوتبال انگلستان را در کارنامهٔ خود دارد. وی در تاریخ ۳۱ مارس ۲۰۰۴ تنها بازی ملی خود را در مقابل تیم ملی فوتبال سوئد انجام داد.